# Gjozdarja
Gjozdarja je řeka na západním okraji Kašgarska v autonomní oblasti Sin-ťiang v Číně. Je 345 km dlouhá. Povodí má rozlohu přibližně 14 600 km².

## Průběh toku
Pramení v pohoří Západní Kunlun a na horním a středním toku protéká širokou mezihorskou dolinou. Na dolním toku teče Kašgarskou rovinou.

## Vodní režim
Průměrný dlouhodobý průtok činí 22 m³/s.

## Využití
Všechna voda z řeky se využívá na zavlažování v oázách.